# عطسه فرد اوت
 عطسه فرد اوت  عنوان فیلمی است آمریکایی با ژانر صامت، سیاه و سفید و کوتاه به کارگردانی ویلیام کندی دیکسون. این فیلم محصول سال ۱۸۹۴ میلادی است. زمان این فیلم ۵ ثانیه است.